# Enshittifikace
Enshittifikace (v angličtině Enshittification, „něco znehodnotit“) je termín označující degradaci kvality platformy či produktu. Jedná se o proces, při kterém digitální platformy prioritizují různé skupiny uživatelů k dosažení maximálního zisku. 
Zpočátku se poskytovatelé služeb snaží vybudovat si místo na trhu prostřednictvím atraktivních nabídek kvalitních produktů a služeb pro širokou uživatelskou základnu. Po dosažení této uživatelské základny se služby zaměřují na potřeby obchodních partnerů a inzerentů zaváděním reklamy nebo algoritmů pro maximalizaci příjmů. Závěrem platforma degraduje kvalitu svých služeb pro uživatele i firmy se zaměřením pro maximalizaci zisků ve prospěch akcionářů.

## Historie a definice

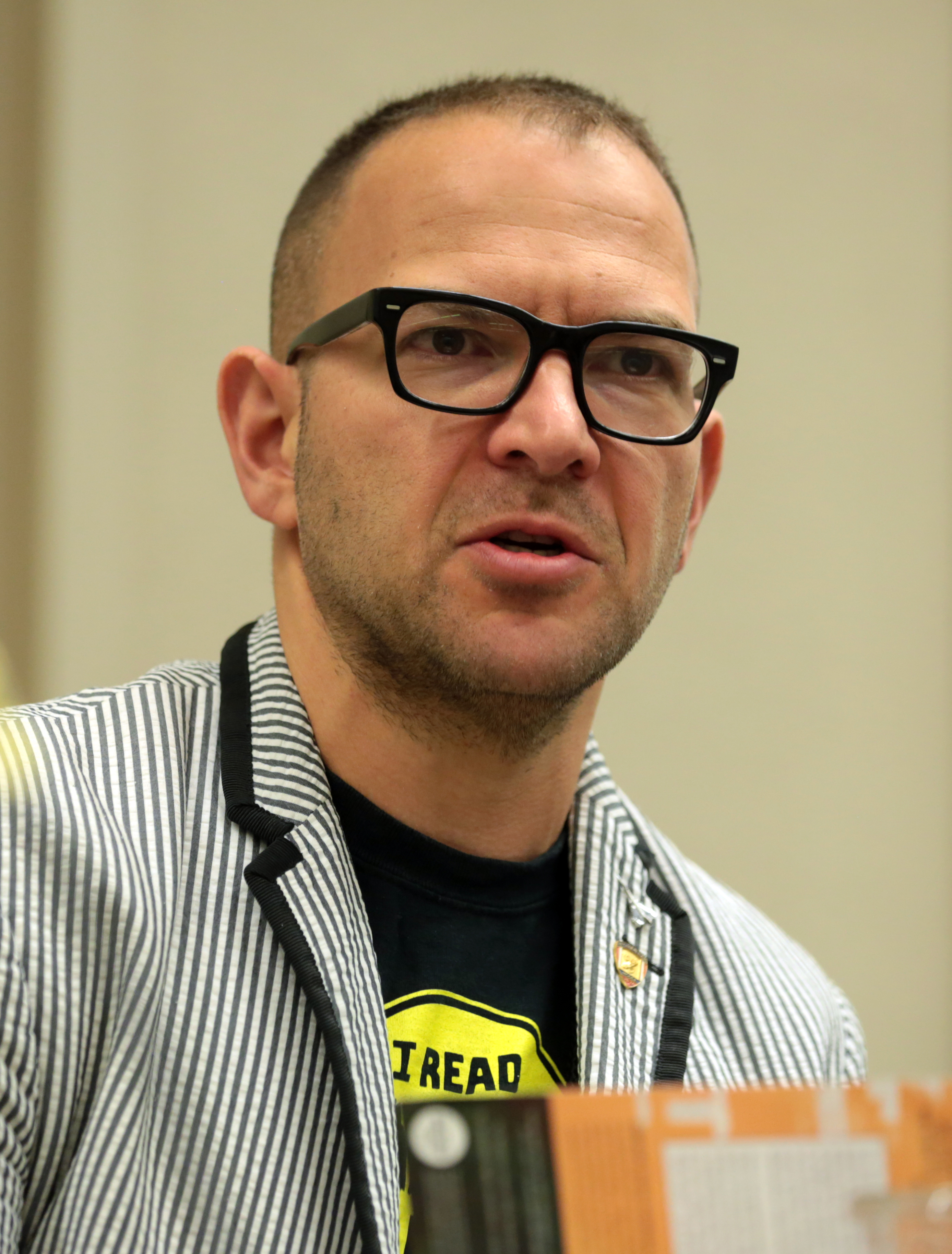
Cory Doctorow na festivalu Phoenix Comic Fest 2018 ve Phoenixu v Arizoně.

Pojem „enshittifikace” poprvé použil kanadsko-britský blogger, novinář a spisovatel science fiction Cory Doctorow ve svém blogovém článku publikovaném na podzim roku 2022. Tento článek popisuje vývoj sociálních platforem a internetu. V roce 2023 za tento pojem dostává Cory Doctorow cenu American Dialect Society Word of the Year. Termín byl popularizován v roce 2024, kdy se začal objevovat v diskuzích o online platformách.
Dle Doctorowa se dosavadní vývoj online platforem dělí na tři hlavní fáze:
1. Přilákání uživatelů: platformy jsou přívětivé k uživatelům.
2. Monetizace: zvyšování poplatků a reklamy ve prospěch svých firemních partnerů.
3. Degradace kvality služeb: zneužití svých firemních partnerů v zájmu zisku, což může vést k postupnému zániku platformy.

Doctorow popisuje enshittifikaci nejen jako pojmenování problému, ale i jako návrh jeho řešení. Nejedná se tedy pouze o konstatování zhoršení situace. Představuje tak důležitý koncept pro pochopení současného vývoje digitálních platforem a jejich vlivu na společnost.

## Příklady v praxi

### Amazon
Tato online společnost si vybudovala širokou uživatelskou základnu pomocí prodeje zboží pod cenou a zajištěním bezplatné dopravy v rámci předplatného Amazon Prime. Klientela motivovala většinu prodejců k prodeji svých produktů prostřednictvím Amazonu. V konečné fázi se zaměřil na své akcionáře implementací poplatků z prodeje k maximalizaci zisku. V roce 2023 poplatky představovali více než 45 % prodejní ceny produktu. Doctorow charakterizoval reklamní politiku Amazonu jako formu soutěže, v niž se prodejci přeplácejí o lepší pozici ve výsledcích vyhledání. První příčky vyhledávání ukazují zhruba polovinu placenou reklamu. Tento model ilustruje odklon od atraktivních služeb pro zákazníka k degradaci kvality pro zvýšení zisku.

### Facebook

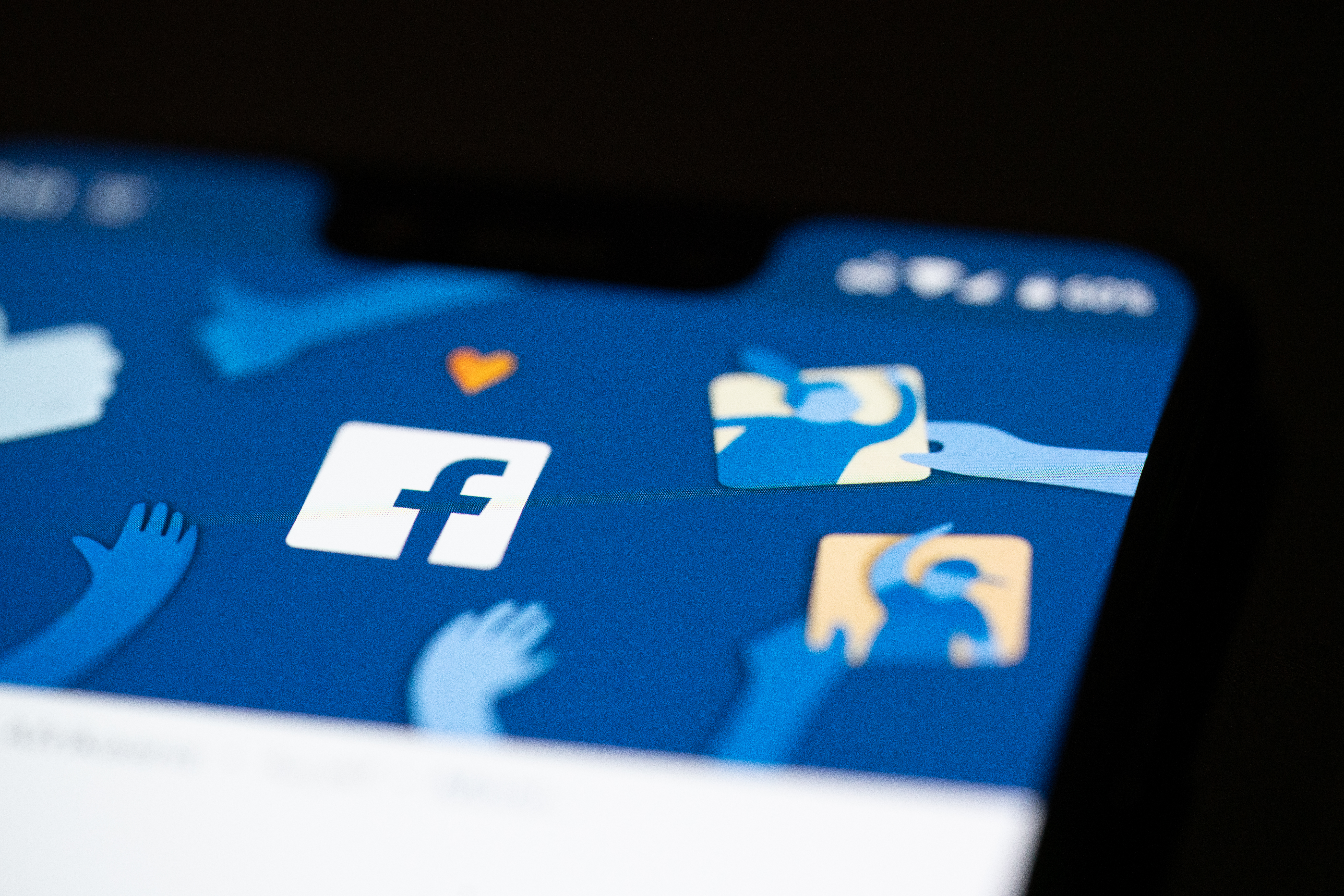
Mobilní aplikace Facebooku

Facebook poskytoval kvalitní služby svým uživatelům, dokud nepřekročil její pomyslnou hranici. Tento fakt způsobil obavy z opuštění této platformy. Stav vedl k nátlaku na uživatele a začlenění placených příspěvků mediálních společností do jejich sledovaných kanálů. Společnosti se stali závislými na návštěvnosti z Facebooku, což vedlo k upravení algoritmu, který upřednostňoval lépe placené příspěvky. Proces vedl k názoru, že si Facebook prochází enshittifikací, jelikož obsah, který uživatelé chtějí konzumovat, je pohlcen sponzorovaným obsahem. Doctorow poukazuje na kontroverzi týkající se metriky videí na Facebooku, kde došlo k nadhodnocení statistik, což vedlo ke krachu některých mediálních společností.

### Vyhledávání Google
Google je příkladem viditelné enshittifikace vyhledávače. Jeho dominance mezi konkurenčními vyhledávači spočívala v minimálním množstvím reklam a relevantním výsledkům vyhledávání. Postupně se zhoršil vlivem algoritmu, který vedl ke zvýšení počtu zobrazovaných reklam, čímž došlo k preferenčnímu zvýhodnění zadavatelů reklamy. Následně Google uzavřel dohodu Jedi Blue, která má vliv na reklamní trh a růst jeho hodnoty. Doctorow zmiňuje propuštění 12 000 tisíc zaměstnanců Google v lednu 2023, jenž odpovídá schématu zpětného odkupu akcií v hodnotě platu propuštěných zaměstnanců na příštích 27 let. Tímto krokem naznačuje zaměření na maximalizaci zisků pro akcionáře.

### X
Platforma X (známá jako Twitter) vstoupila do fáze enshittifikace po její akvizici Elonem Muskem v roce 2022. Zavedením nového softwaru došlo k omezení prohlížení obsahu bez přihlášení, počtu příspěvků zobrazených za den a zavedení placené předplatné služby X Premium. Musk implementoval úpravy algoritmu tak, aby propagoval výhradně jeho vlastní příspěvky. V roce 2023 byli kanály uživatelů zahlceny jeho obsahem. Veškeré tyto změny vedly k nenávistným projevům od uživatelů a drastickému poklesu příjmů společnosti. The New York Times uvedl, výši těchto ztrát, která mohla dosáhnout až 75 milionů dolarů.

## Cesta k nápravě
K zamezení Doctorow navrhuje dodržování dvou obecných zásad:
1. Respektování principu end-to-end, který podporuje roli platformy, jakožto neutrálního prostředí přenosu dat mezi uživateli. Uživatelé by tak dostávali to, co požadují (nebo předplácejí), bez zásahu či manipulace obsahu platformou. Příspěvky by se vyskytovali před sponzorovaným obsahem, nikoliv až po něm.
2. Právo na obchod. Zásada, jenž podporuje interoperabilitu mezi platformami. Uživatelé mohou snadno opustit platformu, která jim již nevyhovuje a přejít na jinou bez ztráty veškerého svého obsahu. Tímto se snižuje monopolní kontrola jedné platformy nad všemi uživateli.[8]